# Homenetmen Beirut BC
Homenetmen Beirut BC (em árabe: نادي الهومنتمن, em armênio/arménio:  Հայ Մարմնակրթական Ընդհանուր Միութիւն (ՀՄԸՄ)) é um clube profissional de basquetebol localizado em Beirute, Líbano. Atualmente disputa a Liga Libanesa e manda seus jogos na Tenjoukian Stadium com capacidade para 1.000 espectadores.

## Temporada por Temporada
| Temporada | Nível | Liga | Pos. | Pós Temporada     | Competições Regionais | Competições Regionais | Competições Continentais | Competições Continentais |
| --------- | ----- | ---- | ---- | ----------------- | --------------------- | --------------------- | ------------------------ | ------------------------ |
| 2013–14   | 1     | LBL  | 6    | Quartas de finais | -                     | -                     | -                        | -                        |
| 2014-15   | 1     | LBL  | 7    | Quartas de finais | -                     | -                     | -                        | -                        |
| 2015-16   | 1     | LBL  | 2    | Semifinalista     | -                     | -                     | -                        | -                        |
| 2016-17   | 1     | LBL  | 1    | Finalista         | Copa Árabe            | 6-0 Campeão           | -                        | -                        |
| 2017-18   | 1     | LBL  | 1    | Campeão           | -                     | -                     | -                        | -                        |
| 2018-19   | 1     | LBL  | 3    | Semifinais        | -                     | -                     | -                        | -                        |

### Títulos
Copa Árabe
Campeão (1):2016
Liga Libanesa
Campeão (1):2018